# Kettendrucker

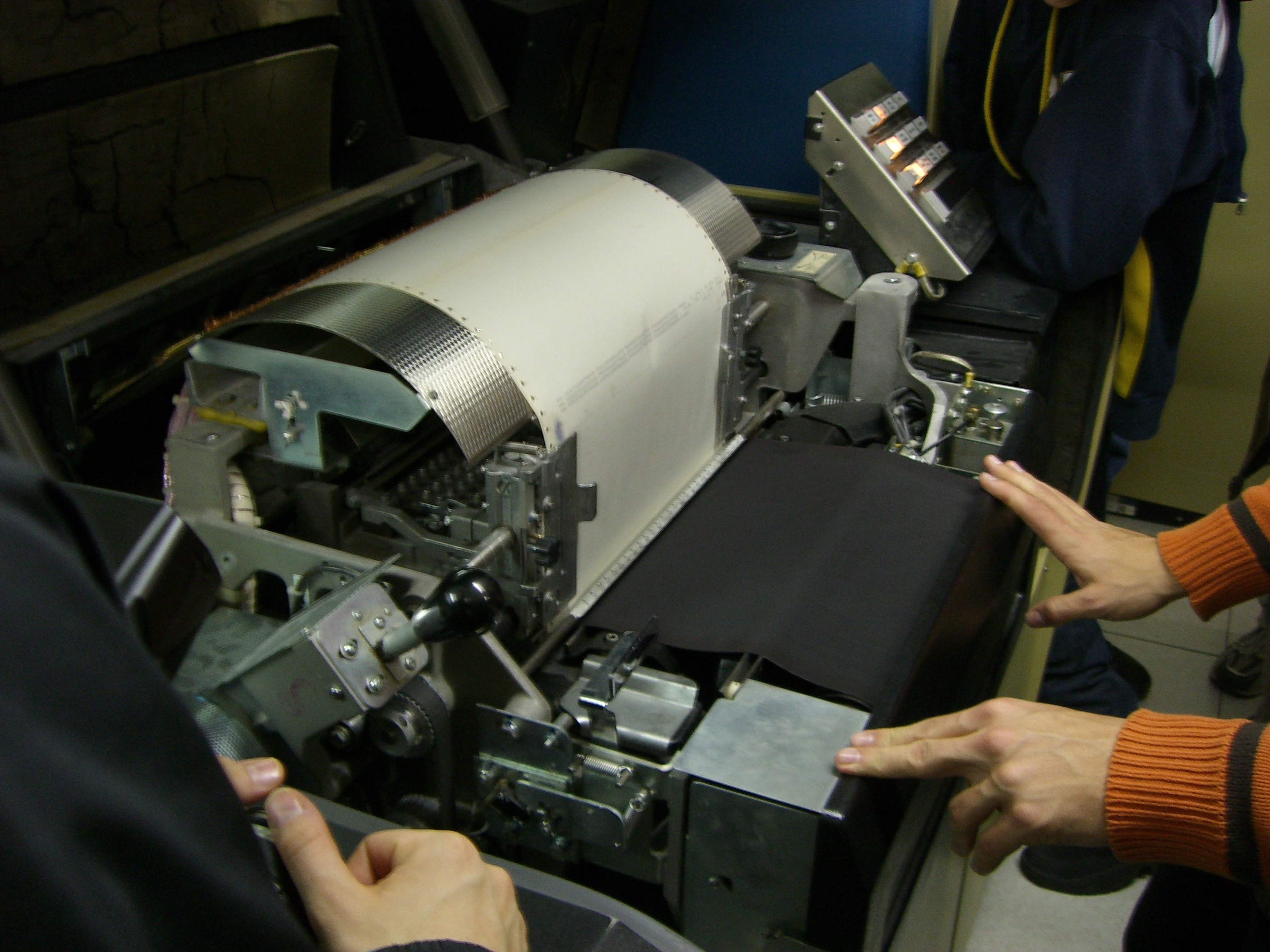
Papiertransport durch einen Kettendrucker

Der Kettendrucker ist ein in der EDV verwendetes Druckgerät, das besonders in den 1970er- und 1980er-Jahren im Mainframe-Bereich verwendet wurde. Entwickelt wurde das Druckverfahren Ende 1957 bei IBM Deutschland.

## Aufbau
Eine schnell umlaufende endlose Kette mit aufgebrachten Drucktypen wird dabei über ein Farbband geführt. Das Farbband ist dabei meist in der Form eines Farbtuches ausgeführt, um den hohen mechanischen Belastungen gerecht zu werden. An jeder Druckposition befindet sich ein Hammerwerk, das von einem Elektromagneten betätigt wird. Die einzelnen Hammerwerke schlagen genau dann an, wenn an der Druckposition das gewünschte Zeichen der Typenkette vorbeifährt. Gedruckt wird auf Endlospapier.
Die Druckgeschwindigkeit und die Anzahl der verwendbaren Durchschläge ist sehr hoch. Schon in den 1970er und 1980er Jahren waren Geräte in Betrieb, die Seiten im Sekundentakt drucken konnten. So waren mit Stand 2005 noch viele Kettendrucker für Massendrucke vor allem in der Logistik in Verwendung. Die hohe Geschwindigkeit wird dadurch erreicht, dass auf der Typenkette die druckbaren Zeichen, meist ist dies nur der 7-Bit-Standard-ASCII-Zeichensatz, zum Teil mehrfach vorhanden sind, sodass die in einer Zeile zu druckenden Zeichen nicht nur sequentiell, sondern innerhalb bestimmter Grenzen gleichzeitig gedruckt werden können. 
Aus dieser Besonderheit erklärt sich zudem, dass Kettendrucker auch als Zeilendrucker bezeichnet werden. Fettdruck und Semigraphikdruck konnte durch mehrfachen Überdruck mittels ASCII-Steuerzeichen erreicht werden. Ein Beispiel für einen Kettendrucker ist der IBM 3203. Ein Nachfolger des Kettendruckers ist der Stahlbanddrucker, bei dem die Typen in ein Stahlband geprägt sind. Beispiele für diesen Druckertyp sind die Modelle IBM 4245 und IBM 6262.